# Hedema
Hedema (lat. Hedeoma), biljni rod iz porodice usnača smješten u podtribus Clinopodiinae, dio tribusa Saturejeae, potporodica Nepetoideae.
Sastoji se od 46 priznatih vrsta iz Sjeverne i Južne Amerike. Tipična je Cunila pulegioides (L.) L. , sinonim za jednogodišnju sjevernoameričku vrstu Hedeoma pulegioides. 

## Opis
Rod uglavnom jednogodišnjeg raslinja 

## Vrste
1. Hedeoma acinoides Scheele
2. Hedeoma apiculata W.S.Stewart
3. Hedeoma bella (Epling) R.S.Irving
4. Hedeoma chihuahuensis (Henrard) B.L.Turner
5. Hedeoma ciliolata (Epling & W.S.Stewart) R.S.Irving
6. Hedeoma costata Hemsl.
7. Hedeoma crenata R.S.Irving
8. Hedeoma dentata Torr.
9. Hedeoma diffusa Greene
10. Hedeoma drummondii Benth.
11. Hedeoma floribunda Standl.
12. Hedeoma graveolens Chapm. ex A.Gray
13. Hedeoma hispida Pursh
14. Hedeoma hyssopifolia A.Gray
15. Hedeoma irvingii B.L.Turner
16. Hedeoma johnstonii R.S.Irving
17. Hedeoma jucunda Greene
18. Hedeoma mandoniana Wedd.
19. Hedeoma martirense Moran
20. Hedeoma matomianum Moran
21. Hedeoma medium Epling
22. Hedeoma microphylla R.S.Irving
23. Hedeoma mollis Torr.
24. Hedeoma montana Brandegee
25. Hedeoma multiflorum Benth.
26. Hedeoma nana (Torr.) Briq.
27. Hedeoma oblatifolia Villarreal
28. Hedeoma oblongifolia (A.Gray) A.Heller
29. Hedeoma palmeri Hemsl.
30. Hedeoma patens M.E.Jones
31. Hedeoma patrina W.S.Stewart
32. Hedeoma pilosa R.S.Irving
33. Hedeoma piperita Benth.
34. Hedeoma plicata Torr.
35. Hedeoma polygalifolia Benth.
36. Hedeoma pulcherrima Wooton & Standl.
37. Hedeoma pulegioides (L.) Pers.
38. Hedeoma pusilla (R.S.Irving) R.S.Irving
39. Hedeoma quercetora Epling
40. Hedeoma reverchonii (A.Gray) A.Gray
41. Hedeoma rubiacea (Benth.) Briq.
42. Hedeoma serpyllifolia Small
43. Hedeoma tenuiflora Brandegee
44. Hedeoma tenuipes Epling
45. Hedeoma teyucuarensis H.A.Keller & Tressens
46. Hedeoma todsenii R.S.Irving

## Sinonimi
- Pseudocunila Brade; Rodriguésia 7: No. 16, 27 (1944)
- Stachydeoma Small; Fl. S. E. U. S. 1040 (1903)
- Eriothymus (Benth.) Rchb.; Handb. Nat. Pfl.-Syst.: 189 (1837)